# Greater Western Sydney Giants
Il Greater Western Sydney Giants è un club di football australiano della città di Sydney.